# Casa Josep Vilaseca i Mogas
La Casa Josep Vilaseca i Mogas és un edifici del municipi de Cardedeu (Vallès Oriental) que forma part de l'Inventari del Patrimoni Arquitectònic de Catalunya.

## Descripció
Habitatge entre mitgeres, coberta a dues vessants i amb una torratxa. Capcer en línia corba i amb elements als seus extrems propers a les formes modernistes. La façana és plana, a la planta baixa de carreus i arrebossat a la resta de l'edifici. La simetria de la façana es perd pel desplaçament del portal. Les finestres, excepte la de la planta baixa són de llinda plana amb guardapols.
Consta de planta soterrani, planta baixa i dos pisos.

## Història
Pere Comas opina que la casa es construí el 1880, puix l'any 1882 es construí la vorera i el 1900 es posaren parallamps i timbres a la casa. L'any 1926 la casa va ser venuda a Joaquim Oliveras. Posteriorment compartimentada en habitatges de lloguer.
En 1915 es portà a terme la reforma urbanística de la Plaça Sant Joan a on està ubicada la casa. Es va enderrocar un bloc central, que separava els carrers de baix i de dalt. Estava format per l'antiga torre Lledó i altres cases veïnals. El planejament d'aquesta reforma fou obra de l'arquitecte municipal M.J. Raspall.